# 御櫛神社
御櫛神社（みくしじんじゃ）は、奈良県生駒郡平群町椹原に鎮座する式内社。旧社格は、村社。

## 概要
大字椹原(ふしはら)の集落から堂の谷を登りつめると、頂上に近い右側の丘陵上に南面して鎮座する。
延喜式にもみえる古社であるが、創祀や由緒は詳かでない。
但し、立地場所から村の後方の谷沿いの、農業用水を守る神として祀られたという説がある。
祭神は、天児屋根命。
但し、日本惣国風土記には、豊玉比咩、特選神名帳には、玉櫛姫の名が見え、中世に主祭神が変わったとみられる。
向かって右側の境内社は、祭神、天押雲命。
本殿の玉垣外側にある境内社は、神社明細帳に「祭神不詳或云（あるいは）大穴智命」とある。
その左丘陵上の八王子社は、御神体は自然石で、同明細帳では「祭神不詳或云八柱神」とある。
本殿扉前浜床には、この地域では珍しい土製の狛犬がおかれてある。